# Иглесиас, Хосе Мария
Хосе Мария Иглесиас (исп. José María Iglesias; 5 января 1823 — 17 ноября 1891) — мексиканский юрист, профессор, журналист и политик. С 31 октября 1876 по 23 января 1877 года временный президент Мексики. Известен как автор закона Иглесиаса, антиклерикального закона, регулирующего церковные сборы и направленного на предотвращение обнищания мексиканского крестьянства.

## Биография
Хосе Мария Иглесиас родился в богатой семье в Мехико. Когда ему было 12 лет, умер его отец. Пять лет спустя умерла мать. Его дядя Мануэль Инзаурага взял на себя ответственность за его образование. Иглесиас получил образование юриста и в 1844 был принят в коллегию адвокатов.
Позже Иглесиас стал профессором юриспруденции в колледже Сан-Грегорио. Он также писал для в газеты, которая критиковала режим Антонио де Санта-Анны. Был членом городского совета в Мехико в 1846 году, и после вторжения США в том же году он был назначен в Высший военный трибунал. В конце войны он занял ответственный пост в Министерстве финансов в правительстве Мариано Ариста.

## Политическая карьера
В 1852 году Иглесиас был избран в Конгресс, где он приобрел известность благодаря своим красноречию и знанию конституционного права. В 1856 году он был назначен главным чиновником министерства финансов при президенте Игнасио Комонфорте, а позже министром юстиции (с января по май 1857 г.). В последней должности он отвечал за разработку закона, который запретил церкви владеть земельной собственностью. С мая по сентябрь 1857 года Иглесиас был министром финансов. 16 сентября 1857 года он был избран путём всенародного голосования судьей Верховного суда. После захвата Пуэблы французами 17 мая 1863 года президент Бенито Хуарес был вынужден оставить Мехико — Иглесиас сопровождал его. В сентябре Хуарес назначил его министром юстиции, он занимал этот пост до возвращения республиканского правительства в столицу в 1867 году после изгнания императора Максимилиана. В этот период он сопровождал Хуареса и республиканское правительство, когда они переезжали с места на место, чтобы избежать захвата сторонниками императора. Часть этого времени он также занимал пост финансов.
После возвращения в Мехико Иглесиас был вновь избран в Конгресс. В 1867 году он стал президентом палаты депутатов. С сентября 1868 по октябрь 1869 года он был министром внутренних дел. После этого — снова министром юстиции.

## Временный президент
В 1871 году Иглесиас отошел от политической жизни по состоянию здоровья. Но вернулся на государственную службу в следующем году, а в июле 1873 года был избран президентом Верховного суда. Президент Хуарес умер в 1872 году, его преемником стал Себастьян Лердо де Техада. Когда Конгресс объявил 26 сентября 1876 года президентом Лердо де Техада (также члена либеральной партии и сторонника Хуареса), Иглесиас объявил выборы незаконными. В соответствии с действовавшей тогда конституцией Мексики, при отсутствии конституционно избранного президента, исполнительная власть должна осуществляться президентом Верховного суда. Основываясь на этом Иглесиас, объявил себя президентом. В то же время генерал Порфирио Диас восстал против Лердо де Техада. В связи с этим сам факт пребывания на посту президента не является бесспорным. Некоторые из сторонников Иглесиаса были арестованы Леардо де Техада, и Иглесиас был вынужден бежать из столицы. Он отправился в Гуанахуато, где был признан президентом Республики губернатором Флоренсио Антильоном, генералом Гарсиа де ла Кадена и военным комендантом Халиско, генералом Кебалисом. В Саламанке он издал манифест, объявив о своем руководстве правительством, и назначил членов кабинета. К декабрю штаты Гуанахуато, Керетаро, Агуаскальентес, Халиско, Сан-Луис-Потоси признали его президентом.
Между тем Леардо де Техада был вынужден оставить столицу после поражения в битве при Tecoac (Пуэбла) от генерала Порфирио Диаса. Диас и Иглесиас начали переговоры, но когда они прервались из-за отказа последнего признать План-де-Тустепек, Диас выступил против Иглесиаса. Иглесиас бежал в Гвадалахару, где создал своё правительство 2 января 1877 года. Его войска под командованием Антильона потерпели поражение в Лос-Адобс, и он бежал со своим кабинетом и генералом Кебалосом в Мансанильо. 16 января Иглесиас отплыл в Соединенные Штаты.
В Нью-Йорке он пишет La Cuestión Presidencial de 1876 в защиту своих претензий на пост президента. Он без препятствий вернулся в Мексику в 1878 году. Ему было предложено несколько важных постов в правительстве, но Иглесиас отказался. Он был главным редактором различных журналов, и опубликовал несколько научных работ.
Умер в Мехико 17 ноября 1891 года. (В некоторых источниках указывается дата 17 декабря).
В 1893 году  была опубликована его автобиография. 